# Ichaku Gajdarbiekow
Ichaku Gajdarbiekowicz Gajdarbiekow (ros. Ихаку Гайдарбекович Гайдарбеков; ur. 8 czerwca 1951) – radziecki zapaśnik startujący w stylu wolnym.
Mistrz Europy w 1975; drugi w 1978 i trzeci w 1977. Pierwszy w Pucharze Świata w 1978 roku.
Wicemistrz ZSRR w 1975; trzeci w 1974 i 1978 roku.